# Cratere Epigenes

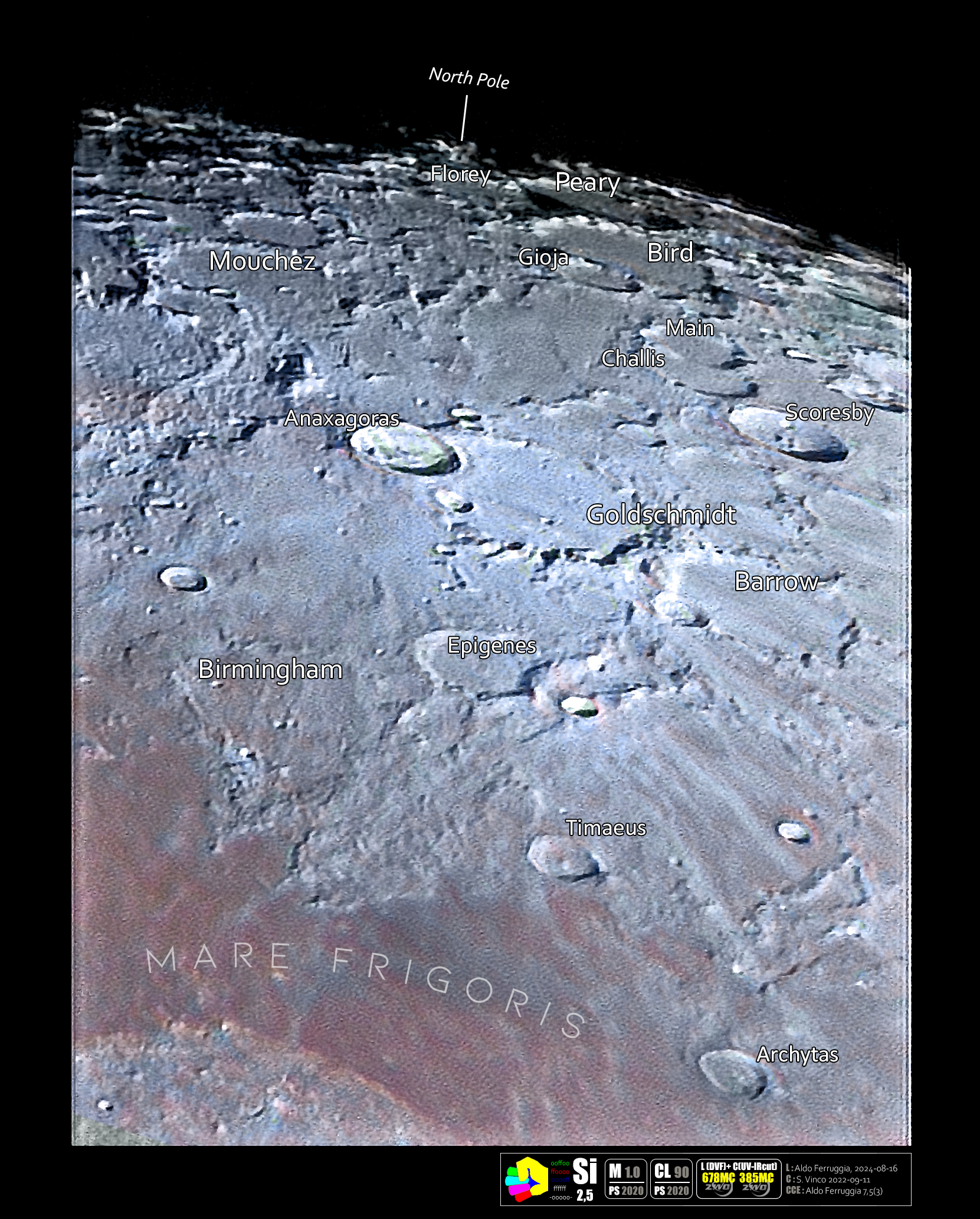
Immagine dell'area del cratere in formato Si. Vedi anche:

Epigenes è un cratere lunare di 54,51 km situato nella parte nord-occidentale della faccia visibile della Luna, a nordovest dei resti del cratere W. Bond, a sud del cratere Goldschmidt e a nordest del cratere Birmingham.
La parte del bordo situata a nord-nordovest è ben formata mentre il resto è eroso, particolarmente a est-sudest. La metà occidentale del fondo è liscio e quasi senza formazioni, mentre il resto è collinoso e appare ricoperto di materiali espulsi (ejecta) provenienti da est. 
Il cratere è dedicato all'astrologo greco Epigene di Bisanzio.

## Crateri correlati
Alcuni crateri minori situati in prossimità di Epigenes sono convenzionalmente identificati, sulle mappe lunari, attraverso una lettera associata al nome.
| Epigenes | Coordinate           | Diametro (in km) |
| -------- | -------------------- | ---------------- |
| A        | 67°02′24″N 0°23′24″W | 17,57            |
| B        | 68°27′00″N 3°21′36″W | 11,27            |
| D        | 68°21′N 0°09′E       | 9,79             |
| F        | 67°06′36″N 8°07′12″W | 4,6              |
| G        | 68°58′12″N 7°00′36″W | 4,67             |
| H        | 69°31′48″N 6°19′12″W | 6,79             |
| P        | 65°31′48″N 5°26′24″W | 38,39            |